# Cratere Peri-Banu
Peri-Banu è un cratere sulla superficie di Encelado.